# Idionyx unguiculatus
Idionyx unguiculatus – gatunek ważki z rodziny Synthemistidae. Znany z zaledwie dwóch, znacznie od siebie oddalonych stanowisk – miejsca typowego w okolicach Pyin U Lwin (dawniej Maymyo) w środkowej Mjanmie oraz Diding w zachodniej części regionu autonomicznego Kuangsi (południowe Chiny).